# 大直镇
大直镇，是中华人民共和国广西壮族自治区钦州市钦北区下辖的一个乡镇级行政单位。

## 行政区划
大直镇下辖以下地区：
大直社区、那天村、屯蒙村、大利村、富雄村、英雄村、那光村、胜利村、充文村、大直村、彭久村、那泮村、派亩村、双那村、屯笔村、义和村、那桃村、天岩村、米拱村、屯品村、那么村、屯宽村和王岗村。